# 331 f.Kr.

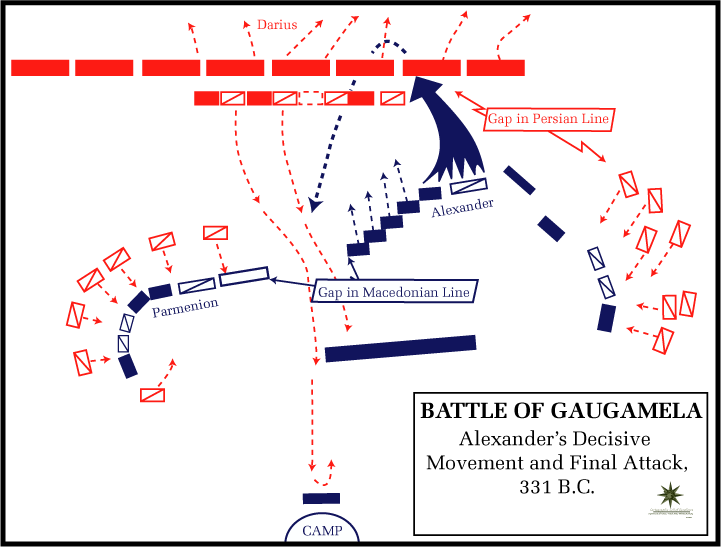
Slaget vid Gaugamela

## Händelser

### Efter plats

#### Makedonien
- Alexander lämnar Egypten och leder sina styrkor mot Fenicien. Han lämnar Kleomenes från Naukratis att som nomark styra över Egypten.
- 1 oktober – Alexander av Makedonien segrar i slaget vid Gaugamela (nära antikens Nineveh) över den persiske kungen Dareios III. Dareios vänder sin stridsvagn om och flyr, även om hans underlydande fortsätter att kämpa. Alexander följer efter de besegrade persiska styrkorna till Arbela, men Dareios flyr med sitt baktriska kavalleri och grekiska legsoldater in i Medien.
- Alexander blir härskare över det Persiska riket, vilket gör slut på den akemenidiska dynastin. Babylon och Susa öppnar sina portar för honom och i huvudstaden Susa får han tillgång till en skatt på upp till 50 000 guldtalenter.

#### Grekland
- Medan Alexander den store kämpar i Asien utnyttjar Spartas kung Agis III den makedoniske kungens frånvaro från Grekland till att inleda ett uppror bland de grekiska stadsstaterna. Med persiska pengar och 8 000 legosoldater lyckas han hålla Kreta mot makedoniska styrkor. På Peloponnesos krossar han en styrka under den makedoniske generalen Koragos och får stöd av Elis, Achaia (förutom Pellene) och Arkadien, med undantag av Megalopolis, Arkadiens alltid antispartanska huvudstad, som hans styrkor belägrar. Aten förhåller sig neutralt under upproret.

#### Italien
- Alexander I av Epirus erövrar Heraklea Lucania från lukanierna och Terina och Sipontum från bruttierna.
- Tarentum vänder sig mot Alexander av Epirus när man där inser, att han försöker skapa ett eget kungadöme i södra Italien. Alexander besegras och dödas i slaget vid Pandosia på Acherons bankar.

#### Romerska republiken
- Den galliska stammen senonerna och romarna sluter fred och inleder en period av fred och ömsesidig vänskap, som varar resten av seklet.

## Avlidna
- Alexander I av Epirus, aikidisk kung av Epirus sedan 350 f.Kr. (född omkring 370 f.Kr.)
- Vahe, legendarisk kung av Armenien och den siste av Hykedynastin